# Норкин, Григорий Иванович
Григо́рий Ива́нович Но́ркин (25 марта 1914, Ново-Кусковская волость, Томская губерния или Томская губерния — 25 января 1980, Тюмень) — буровой мастер. Непосредственный первооткрыватель нефтяных и газовых месторождений в Югре, в том числе крупнейшего в России Самотлорского нефтяного месторождения.

## Биография
Родился в 1914 году в деревне Тургай Ново-Кусковской волости Томской губернии (ныне Асиновский район Томской области) в многодетной семье. Родители Григория Ивановича — ханты, всю жизнь занимавшиеся охотой и рыбалкой. В 1919 году умер отец, оставив Григория и двух его сестер на иждивении матери. Школы в деревне не было. Семья бедствовала, поэтому уже с десяти лет ему пришлось встать в один ряд со взрослыми и зарабатывать на кусок хлеба. После Григорий Иванович не раз признавался, что это были самые трудные годы в его жизни.
С тринадцати лет мальчик увлекся охотой: ловил зайцев, водяных крыс, бурундуков, а уже в пятнадцать лет стал умелым охотником, промышляя белку, горностая. Охота стала для него любимым профессиональным занятием.
В 1931 году одним из первых вступил в колхоз "Красный промысловик", был назначен старшим в бригаде охотников. В 1937-1939 годы проходил службу в рядах Советской Армии. С 1939 по 1941 год работал председателем колхоза.
23 июня 1941 года ушёл на фронт танкистом. Был дважды ранен. Григорий Норкин сражался в составе третьей гвардейской танковой армии первого Украинского фронта. Участвовал во взятии Дрездена, штурме Берлина, также в Пражской наступательной операции.
Из наградного листа, составленного в мае 1945 года:
«Гвардии лейтенант Норкин в период боев Берлинской и Дрезденской операции показал себя мужественным, честным и храбрым офицером. Тов. Норкин в действующей армии с 1941 года, за время Великой Отечественной войны имеет два ранения. В прошедших боях в мае и апреле действовал смело и отважно. Находясь всё время в передовых порядках боевых частей, на самом опасном месте, тов. Норкин, кроме выполнения своей основной работы, отдавал все силы на обеспечение боевой задачи. В сложных условиях боя, подчас рискуя жизнью, тов. Норкин личным примером воодушевлял бойцов, обеспечивая выполнение задания командования… Во время боев в Берлине с 24 апреля по 2 мая гвардии лейтенант Норкин организовал проческу местности от отдельных разрозненных групп противника, чем обеспечил нормальную работу связи и боевую деятельность дивизиона».
После окончания войны Григорий Иванович остался в армии: его назначили оперуполномоченным отдела контрразведки НКО СМЕРШ 440 отдельного гвардейского минометного ордена Красной Звезды дивизиона и органов государственной безопасности группы советских войск в Германии. Только в 1948 году он вернулся на Родину.
После демобилизации из рядов Советской Армии в 1948 году Григорий Иванович остался в Саратове вместе с фронтовыми товарищами. От них Норкин узнал, что в Саратовской конторе разведочного бурения на буровых установлены танковые дизели.
Я танкист, решил идти на буровую дизелистом, а затем по возможности — стать механиком. Попал в бригаду опытного мастера Николая Алексеевича Волькова, — вспоминает Г.И. Норкин. — Он хорошо знал свое дело и умел передать опыт другим, обладал большими способностями расположить к себе человека. Мастер с первых же дней заставил меня овладевать специальностью буровика, обеспечил учебниками по бурению и постоянно контролировал, как я занимаюсь, и как мне все это дается. Я так увлекся, что все свое свободное время просиживал за учебниками и справочниками. А практику я получал на буровой каждый день.
За короткое время Норкин вырос с бурового рабочего IV разряда до бурильщика высшей квалификации.
Когда по всей стране пронеслась весть, что в Сибири ведется большая разведка на нефть и газ, Норкин отправился в Нижневартовск одним из первых. В 1959 году его назначили мастером буровой Р–1 на Мегионской площади на берегу Баграса. На первой скважине были неудачи, частые аварии из-за некачественного оборудования. В марте 1960 года бурение скважины все же завершилось, но испытание не могли начать из-за отсутствия насосно-компрессорных труб. Только через год состоялось испытание первой мегионской скважины.
Первая скважина в районе селения Мегион дала нефть 21 марта 1961 года, фонтанируя дебитом 240 тонн в сутки - было открыто Мегионское месторождение. Это определило коренной поворот в истории развития поисковых работ в Приобье.
В 1962 году на базе существующей партии глубокого бурения Сургутской нефтеразведочной экспедиции была создана Мегионская нефтеразведочная экспедиция (начальник В.А. Абазаров, главный геолог М.Ф. Синюткин). Григорий Норкин был назначен мастером в свою родную бригаду.
За 24 года работы буровым мастером в Ханты-Мансийском автономном округе Г.И. Норкину выпала большая честь и счастье быть первооткрывателем двенадцати нефтяных и газовых месторождений, в том числе Аганского, Варьеганского, Нижневартовского, Ермаковского, Белозерского, Северо-Покурского и других.
Но самым громким и известным успехом бригады Г.И. Норкина, несомненно, было Самотлорское месторождение. Сначала команду Григория Ивановича из восьми человек встретило полное бездорожье: кругом – только болотные топи. Ровно месяц потребовалось, чтобы на двух тракторах-болотоходах добраться к месту бурения Р-1 – первой разведочной скважины Самотлора. Связь с базой – только по рации и вертолетами Ми-4. Проходка также была непростой. Никто еще тогда не знал, что именно здесь скрыты одни из крупнейших нефтяных залежей планеты. Но отобранные образцы породы дали понять опытному буровику Григорию Норкину, что они имеют дело с серьезной скважиной. Освоившись и устроившись на новой точке, бригада Норкина в начале апреля 1965 года приступила к бурению скважины Р-1.
Дата 29 мая 1965 года стала исторической. Скважина-первооткрывательница Самотлора дала мощный фонтан нефти: суточный дебит достигал невероятной величины в полторы тысячи тонн. За открытие Самотлорского нефтяного месторождения заслуженный мастер Григорий Норкин награжден знаком «Первооткрыватель месторождения», орденами Трудового Красного Знамени и Октябрьской революции, занесен в Книгу Трудовой Славы Ханты-Мансийского автономного округа и Главтюменьгеологии.
На Самотлоре Г.И. Норкин пробурил еще 10 поисковых скважин, которые также дали промышленную нефть. Другие мастера Мегионской нефтеразведочной экспедиции даже завидовали Норкину. Говорили, что ему всегда везет: где бы ни забурился – обязательно найдет нефть. Начальник «Главтюменьгеологии» Герой Социалистического Труда Юрий Эрвье написал в своей книге «Сибирские горизонты»:
«В Мегионской нефтеразведке достойно потрудился один из старейших в управлении буровых мастеров Григорий Иванович Норкин, ставший мастером-скоростником. Его след на земле, в сердцах соратников, коллег и друзей остался навечно»
В своих воспоминаниях Г.И. Норкин написал: 
«Я никогда не жалею о том, что стал буровиком, что одному из первых пришлось прокладывать дорогу к нефти Севера. Прожитое я измерял не годами, а тем, как я жил, что сделал полезного для людей, для Родины. В этом я видел смысл и цель жизни своей, а поэтому старался быть там, где нужно и трудно, но зато интересно».
Григорий Иванович Норкин умер 25 января 1980 года в Тюмени, где жил последние годы.

## Награды
- Орден Отечественной войны II степени
- Медаль "За взятие Берлина"
- Медаль "За освобождение Праги"
- Медаль «За победу над Германией в Великой Отечественной войне 1941-1945 гг.»
- Две благодарности Верховного Главнокомандующего
- Орден Ленина
- Орден Октябрьской революции
- Орден Трудового Красного Знамени
- Орден Знак Почёта
- Медаль «За доблестный труд, «В ознаменование 100-летия со дня рождения В.И. Ленина
- Медаль «За освоение недр и развитие нефтегазового комплекса Западной Сибири»
- Знаки «Первооткрыватель месторождения» (1976, Самотлорское)
- Знак «Отличник разведки недр»

## Память
- В Мегионе Григорию Норкину открыта мемориальная доска (2005), его имя носит одна из городских улиц и мегионская школа № 1[4].
- В память о легендарном буровом мастере его имя увековечили на мемориале «Звезды Югры», расположенном на фасаде здания Музея геологии, нефти и газа в Ханты-Мансийске (2005)[9].
- Имя Григория Ивановича Норкина занесено в Книги трудовой славы Ханты-Мансийского автономного округа, Нижневартовского района, Главтюменьгеологии.